# سولیک
سولیک، روستایی است از توابع بخش سیلوانه ارومیه قرار دارد و مردم آن کرد هستند و بسیار مهمان نواز و طبیعت بسیار بکری دارد و همچون آبشار در دل طبیعت داردآبشار  با نام‌های آبشار سولکِه و آبشار سولیک نیز شناخته می‌شود، از دیدنی های ارومیه در روستای سولکِه،سولیک در فاصله ۳۲ کیلومتری غرب آن است و در تپه‌های سرسبز دامنه‌های کوه دره‌وش، در دره هفت کانی یا هفت چشمه قرار دارد. با ۷۶ متر ارتفاع، آب این آبشار از ذوب برف کوه‌های سلوک تامین می‌شود. کوه‌های سلوک با قللی برف‌پوش، از ارتفاعات رشته‌کوه زاگرس هستند که در تابستان‌ها نیز می‌توان پوشش برف را روی آن‌ها مشاهده کرد. برای دسترسی به آبشار اصلی باید حدود یک ساعت از آبشار اولیه کوهپیمایی کنید.      
اسم اصلی این روستا «خالینک» میباشد چونکه اکثر خانه های آن توسط فردی به اسم [خالد کلکی گچه] ساخته شده اند به همین ترتیب اسم دوم ان را خالینک گداشته اند.

## جمعیت
این روستا در دهستان دشت قرار داشته و بر اساس سرشماری سال ۱۳۸۵ جمعیت آن ۲۰۷ نفر (۴۱ خانوار)
بوده‌است.